# Eddystone (kulle)
Eddystone är en kulle i Antarktis. Den ligger i Sydshetlandsöarna. Argentina, Chile och Storbritannien gör anspråk på området.
Terrängen runt Eddystone är varierad. Trakten är obefolkad. Det finns inga samhällen i närheten. 